# Vrh Letovanićki
Vrh Letovanićki falu Horvátországban, Sziszek-Monoszló megyében. Közigazgatásilag Lekenikhez tartozik.

## Fekvése
Sziszek városától légvonalban 17, közúton 19 km-re nyugatra, községközpontjától légvonalban 9, közúton 16 km-re délnyugatra fekszik.

## Története
Vrh Letovanićki eredetileg Letovanić szőlőhegye volt, lakosságát is csak a 19. századtól számlálják önállóan. A településnek 1880-ban 56, 1910-ben 128 lakosa volt. A 20. század első éveiben a kilátástalan gazdasági helyzet miatt sokan vándoroltak ki a tengerentúlra. 1918-ban az új szerb-horvát-szlovén állam, majd később Jugoszlávia része lett. A második világháború idején a Független Horvát Állam része volt. A háború után a béke időszaka köszöntött a településre. Enyhült a szegénység és sok ember talált munkát a közeli városokban. A falu 1991. június 25-én a független Horvátország része lett. 2011-ben 65 lakosa volt.

## Népesség
| Lakosság változása | Lakosság változása | Lakosság változása | Lakosság változása | Lakosság változása | Lakosság változása | Lakosság változása | Lakosság változása | Lakosság változása | Lakosság változása | Lakosság változása | Lakosság változása | Lakosság változása | Lakosság változása | Lakosság változása | Lakosság változása |
| ------------------ | ------------------ | ------------------ | ------------------ | ------------------ | ------------------ | ------------------ | ------------------ | ------------------ | ------------------ | ------------------ | ------------------ | ------------------ | ------------------ | ------------------ | ------------------ |
| 1857               | 1869               | 1880               | 1890               | 1900               | 1910               | 1921               | 1931               | 1948               | 1953               | 1961               | 1971               | 1981               | 1991               | 2001               | 2011               |
| 0                  | 0                  | 56                 | 100                | 104                | 128                | 117                | 143                | 193                | 176                | 180                | 139                | 142                | 118                | 84                 | 65                 |

(1857-ben és 1869-ben lakosságát Letovanićhoz számították.)

## Nevezetességei
Szent Bertalan apostol tiszteletére szentelt római katolikus fakápolnája kisméretű, négyszögletes alaprajzú épület sokszög záródású szentéllyel, homlokzata felett harangtoronnyal. A bejárat fölé az építés éve, az 1886-os évszám van bevésve. A tetőt fazsindely, a harangtornyot bádog fedi. A belső térben csak a mennyezet van festve kékesszürke alapon aranyos színű csillagokkal. Az oltár triptichonja a Szenvedő Jézust, Szent Bertalant és Szent Mihályt ábrázolja. A kápolna 1929-ben még a Szenvedő Jézusnak volt szentelve, mai titulusát csak később kapta. Az épületet nemrég újították fel, így jó állapotban van.